# Greater Rochester International Airport

i7
i11
i13
Der Frederick Douglass Greater Rochester International Airport (IATA-Code: ROC, ICAO-Code: KROC) ist der internationale Verkehrsflughafen der amerikanischen Großstadt Rochester im US-Bundesstaat New York.

## Lage und Verkehrsanbindung
Der Greater Rochester International Airport liegt sechs Kilometer südwestlich des Stadtzentrums von Rochester, Teile des Flughafens liegen außerdem im Monroe County. Östlich des Flughafens verläuft die Interstate 390, das Flughafenterminal und der Bereich der Allgemeinen Luftfahrt verfügen jeweils über eigene Anschlussstellen. Außerdem verläuft die Interstate 490 drei Kilometer westlich des Flughafens und kreuzt nördlich von diesem die I-390.
Der Flughafen ist per Bus in den Öffentlichen Personennahverkehr eingebunden. Die Buslinien werden von Rochester Transit Service betrieben. Der nächstgelegene Bahnhof befindet sich im Stadtzentrum von Rochester und wird von Zügen der Amtrak und Fernbussen der Greyhound Lines angesteuert.

## Geschichte
Die Geschichte des Greater Rochester International Airport begann mit der Errichtung eines südwestlich von Rochester gelegenen Hangars im Jahr 1927. Zu Beginn trug der Flughafen die Bezeichnung Britton Field. Im Folgejahr wurde er in Rochester Municipal Airport umbenannt und ein zweiter Hangar errichtet.
Während des Zweiten Weltkriegs wurden auf dem Flughafen sowohl zivile als auch militärische Piloten ausgebildet. Zeitweise wurden an der Flugschule des United States Army Air Corps bis zu 1.000 Piloten gleichzeitig ausgebildet. Am 1. Januar 1948 wurde das Monroe County zum Eigentümer und Betreiber des Flughafens. Kurze Zeit später wurde eine 5.000 Fuß beziehungsweise 1.524 Meter lange Start- und Landebahn errichtet. Die bereits bestehende, in Nord-Süd-Richtung verlaufende Start- und Landebahn wurde von 2.670 Fuß beziehungsweise 814 Metern auf die gleiche Länge ausgebaut. Zuletzt wurde am nördlichen Ende des Flughafens ein Verwaltungsgebäude errichtet.
Im Jahr 1953 wurde für mehrere Millionen US-Dollar ein neues Passagierterminal mit einem einzelnen Flugsteig errichtet. Zu Beginn der 1970er Jahre plante man den Bau eines gemeinsamen Flughafen mit dem rund 100 Kilometer entfernten Buffalo, dieses Vorhaben wurde aber nicht verwirklicht. Stattdessen wurde der bestehende Flughafen nach dem Inkrafttreten des Airline Deregulation Act im Jahr 1978 ausgebaut. Im Zuge dessen wurden auch die ersten Fluggastbrücke errichtet.
Da das alte Terminal aufgrund des gestiegenen Fluggastaufkommens dennoch an seine Kapazitätsgrenzen stieß, begann man 1988 mit dem Bau eines neuen Terminals, das 1991 eröffnet wurde. Das alte Passagierterminal wurde schrittweise durch das neue Terminal ersetzt, sodass der Flughafen durchgehend geöffnet bleiben konnte. 2005 wurde das Terminal renoviert und die Sicherheitskontrollen zentralisiert.
Am 14. Februar 2021 wurde der Flughafen nach Frederick Douglass benannt, seitdem trägt er den Namen Frederick Douglass Greater Rochester International Airport.

## Flughafenanlagen

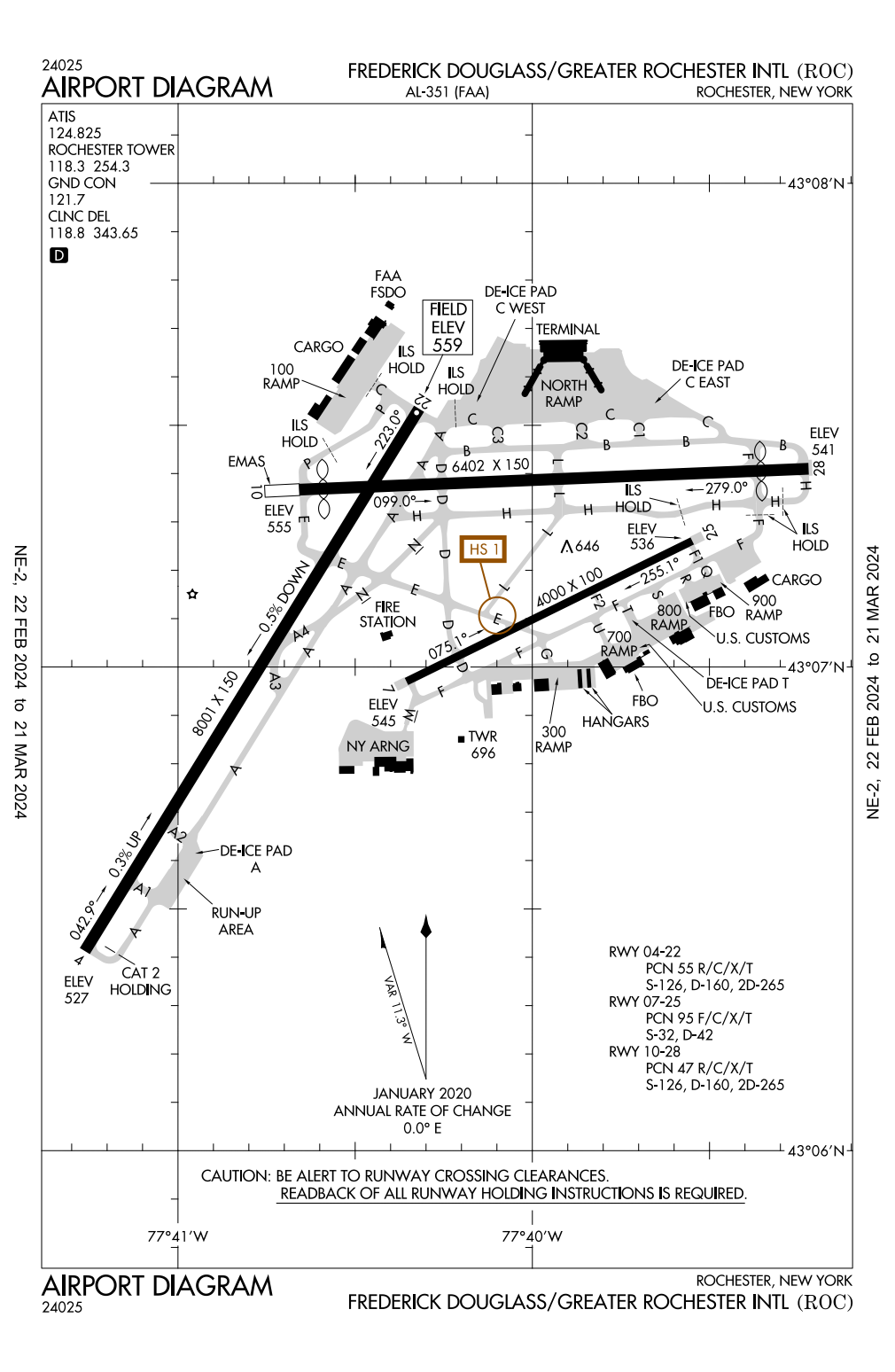
Flughafendiagramm

### Start- und Landebahnen
Der Greater Rochester International Airport verfügt insgesamt über drei Start- und Landebahnen. Die westliche Bahn 04/22 ist die wichtigste Start- und Landebahn des Flughafens. Sie ist 2439 m lang und 46 m breit. Sie kreuzt die nördliche Bahn 10/28. Diese ist 1951 m lang und ebenfalls 46 m breit. Die südöstliche Bahn 07/25 dient der Allgemeinen Luftfahrt und ist nicht für die Benutzung durch Strahlflugzeuge zugelassen.

### Terminal
Der Flughafen verfügt über ein Passagierterminal mit rund 35.300 Quadratmetern Grundfläche und 21 Flugsteigen. Es befindet sich am nördlichen Rand des Flughafengeländes. Elf Flugsteige befinden sich im ebenfalls nach Frederick Douglass benannten Concourse A, die restlichen zehn Flugsteige befinden sich im nach Susan B. Anthony benannten Concourse B.

### Militär
Das 642nd Aviation Support Battalion hat seinen Sitz am Flughafen und ist Teil der 42nd Infantry Division der New York Army National Guard. Im südlichen Teil des Flughafengeländes verfügt die Einheit über einige Hangars und ein Rekrutierungsbüro.

### Sonstige Einrichtungen
Der Kontrollturm befindet sich an der nordöstlichen Seite der Militäreinrichtungen.
Die Frachtfluggesellschaften DHL Aviation und FedEx verfügen über eigene Frachtterminals am Flughafen. Die Einrichtungen von DHL befinden sich im Nordwesten des Flughafengeländes. Die Einrichtungen von FedEx befinden sich im Bereich der Allgemeinen Luftfahrt südlich der Bahn 07/25.

## Fluggesellschaften und Ziele
Der Greater Rochester International Airport wird von den Fluggesellschaften Allegiant Air, American Airlines, Avelo Airlines, Delta Air Lines, Frontier Airlines, JetBlue Airways, Southwest Airlines, Spirit Airlines und United Airlines im Linienverkehr angeflogen.
Vom Flughafen gibt es Direktflüge zu 21 Zielen in den  Vereinigten Staaten, es handelt sich vor allem um die Drehkreuze der Fluggesellschaften. Derzeit werden keine internationalen Ziele angeflogen, zuletzt wurde Toronto als einziges internationales Ziel im Auftrag von Air Canada bedient.

### Marktanteile der Fluggesellschaften
| Fluggesellschaft   | 2012   | 2018   | Bemerkung                                               |
| ------------------ | ------ | ------ | ------------------------------------------------------- |
| Air Canada         | 0,4 %  | 0,7 %  |                                                         |
| AirTran Airways    | 17,8 % | 0,0 %  | 2014 in Southwest integriert                            |
| Allegiant Air      | 0,0 %  | 2,0 %  |                                                         |
| American Airlines  | 4,9 %  | 23,3 % |                                                         |
| Delta Air Lines    | 26,7 % | 29,1 % |                                                         |
| JetBlue Airways    | 11,1 % | 6,7 %  |                                                         |
| Southwest Airlines | 0,0 %  | 17,6 % |                                                         |
| United Airlines    | 21,7 % | 20,6 % |                                                         |
| US Airways         | 17,4 % | 0,0 %  | 2013 Fusion mit American Airlines, Name 2015 aufgegeben |

## Verkehrszahlen
| Betriebs- jahr | Passagierzahlen | Luftfracht (Tonnen) | Flugbewegungen |
| -------------- | --------------- | ------------------- | -------------- |
| 2022           | 2.333.237       | –                   | 81.952         |
| 2021           | 1.539.976       | –                   | 72.056         |
| 2020           | 830.000         | –                   | 62.537         |
| 2019           | 2.578.754       | 52.185              | 77.481         |
| 2018           | 2.570.242       | 52.366              | 82.978         |
| 2017           | 2.423.130       | 46.264              | 87.261         |
| 2016           | 2.392.138       | 41.652              | 79.821         |
| 2015           | 2.378.499       | 40.693              | 83.820         |
| 2014           | 2.367.507       | 39.671              | 86.543         |
| 2013           | 2.430.755       | 42.070              | 91.847         |
| 2012           | 2.418.884       | 40.317              | 88.219         |
| 2011           | 2.409.454       | 40.660              | 104.433        |
| 2010           | 2.534.234       | –                   | -              |
| 2009           | 2.571.105       | –                   | -              |
| 2008           | 2.713.089       | –                   | -              |
| 2007           | 2.866.603       | –                   | -              |

### Verkehrsreichste Strecken
| Rang | Stadt                                 | Passagiere | Fluggesellschaften          |
| ---- | ------------------------------------- | ---------- | --------------------------- |
| 01   | Chicago–O’Hare, Illinois              | 152.210    | American, United            |
| 02   | Atlanta, Georgia                      | 132.290    | Delta                       |
| 03   | Baltimore, Maryland                   | 122.390    | Southwest                   |
| 04   | New York–JFK, New York                | 117.160    | Delta, jetBlue              |
| 05   | Charlotte, North Carolina             | 112.070    | American                    |
| 06   | Detroit, Michigan                     | 75.600     | Delta                       |
| 07   | Newark, New Jersey                    | 65.520     | United                      |
| 08   | Washington–National, Washington, D.C. | 54.880     | American                    |
| 09   | New York–LaGuardia, New York          | 50.950     | Delta                       |
| 10   | Orlando, Florida                      | 47.630     | Frontier, Southwest, Spirit |